# Arcidiocesi di Lomé
L'arcidiocesi di Lomé (in latino: Archidioecesis Lomensis) è una sede metropolitana della Chiesa cattolica in Togo. Nel 2021 contava 638.860 battezzati su 2.144.500 abitanti. La sede è vacante.

## Territorio
L'arcidiocesi comprende le prefetture di Avé, Zio, Golfe e Lomé, nella Regione Marittima del Togo.
Sede arcivescovile è la città di Lomé, dove si trova la cattedrale del Sacro Cuore.
Il territorio è suddiviso in 74 parrocchie.

## Storia
La prefettura apostolica del Togoland fu eretta il 12 aprile 1892, ricavandone il territorio dalla prefettura apostolica di Dahomey (oggi arcidiocesi di Cotonou). La nuova circoscrizione ecclesiastica fu affidata alle cure della Società del Verbo Divino.
Il 16 marzo 1914 la prefettura apostolica fu elevata a vicariato apostolico con il breve Divinitus commissum di papa Pio X. A causa dello scoppio della prima guerra mondiale, il primo vicario apostolico, Franziskus Wolf, di origini tedesche, non poté prendere possesso della sua sede.
Al termine della guerra, il vicariato apostolico, affidato alla Società delle missioni africane, di origini francesi, si trovò diviso in due colonie distinte, affidate alla Francia e al Regno Unito. Il 15 marzo 1923 la parte sotto il dominio inglese fu ceduta a vantaggio dell'erezione del vicariato apostolico del Volta inferiore (oggi diocesi di Keta-Akatsi) 
Il 18 maggio 1937 il vicariato apostolico del Togo fu diviso in due per l'erezione della prefettura apostolica di Sokodé (oggi diocesi). L'anno successivo, il 14 giugno, cambiò nome in favore di vicariato apostolico di Lomé in forza del decreto Praeterito anno della Sacra Congregazione di Propaganda Fide.
Il vicariato apostolico fu elevato al rango di arcidiocesi metropolitana il 15 settembre 1955 con la bolla Dum tantis di papa Pio XII.
Il 29 settembre 1964 ha ceduto una porzione del suo territorio a vantaggio dell'erezione della diocesi di Atakpamé.
Il 1º luglio 1994 ha ceduto altre porzioni di territorio a vantaggio dell'erezione delle diocesi di Aného e di Kpalimé.

## Cronotassi dei vescovi
Si omettono i periodi di sede vacante non superiori ai 2 anni o non storicamente accertati.
- Franziskus Wolf, S.V.D. † (16 marzo 1914 - gennaio 1921 dimesso)
  - Sede vacante (1921-1923)
- Jean-Marie Cessou, S.M.A. † (22 marzo 1923 - 3 marzo 1945 deceduto)
- Joseph-Paul Strebler, S.M.A. † (8 novembre 1945 - 16 giugno 1961 dimesso[2])
- Robert-Casimir Tonyui Messan Dosseh-Anyron † (10 marzo 1962 - 13 febbraio 1992 dimesso)
- Philippe Fanoko Kossi Kpodzro † (17 dicembre 1992 - 8 giugno 2007 ritirato)
- Denis Komivi Amuzu-Dzakpah (8 giugno 2007 - 23 novembre 2019 ritirato)
- Nicodème Anani Barrigah-Benissan † (23 novembre 2019 - 4 agosto 2024 deceduto)
  - Isaac Jogues Agbémenya Kodjo Gaglo[1], dall'11 agosto 2024 (amministratore apostolico)

## Statistiche
L'arcidiocesi nel 2021 su una popolazione di 2.144.500 persone contava 638.860 battezzati, corrispondenti al 29,8% del totale.
| anno | popolazione | popolazione | popolazione | presbiteri | presbiteri | presbiteri | presbiteri                | diaconi | religiosi | religiosi | parrocchie |
| anno | battezzati  | totale      | %           | numero     | secolari   | regolari   | battezzati per presbitero | diaconi | uomini    | donne     | parrocchie |
| ---- | ----------- | ----------- | ----------- | ---------- | ---------- | ---------- | ------------------------- | ------- | --------- | --------- | ---------- |
| 1950 | 109.003     | 489.104     | 22,3        | 42         | 3          | 39         | 2.595                     |         |           | 31        | 17         |
| 1969 | 247.618     | 780.950     | 31,7        | 36         | 31         | 5          | 6.878                     |         | 26        | 127       | 23         |
| 1980 | 361.034     | 1.168.000   | 30,9        | 79         | 43         | 36         | 4.570                     |         | 66        | 161       | 26         |
| 1990 | 525.606     | 1.556.000   | 33,8        | 132        | 84         | 48         | 3.981                     |         | 154       | 220       | 37         |
| 1999 | 355.533     | 1.197.000   | 29,7        | 107        | 71         | 36         | 3.322                     |         | 95        | 185       | 27         |
| 2000 | 367.051     | 1.330.000   | 27,6        | 109        | 69         | 40         | 3.367                     |         | 92        | 197       | 28         |
| 2001 | 380.405     | 1.352.000   | 28,1        | 115        | 72         | 43         | 3.307                     |         | 118       | 195       | 28         |
| 2002 | 392.695     | 1.402.000   | 28,0        | 124        | 77         | 47         | 3.166                     |         | 120       | 235       | 32         |
| 2003 | 403.456     | 1.435.000   | 28,1        | 136        | 87         | 49         | 2.966                     |         | 131       | 241       | 36         |
| 2004 | 413.965     | 1.470.000   | 28,2        | 150        | 98         | 52         | 2.759                     |         | 148       | 263       | 36         |
| 2007 | 449.881     | 1.571.000   | 28,6        | 168        | 113        | 55         | 2.677                     | 3       | 199       | 275       | 44         |
| 2013 | 520.369     | 1.810.000   | 28,7        | 221        | 149        | 72         | 2.354                     |         | 214       | 333       | 46         |
| 2016 | 573.144     | 1.940.921   | 29,5        | 253        | 164        | 89         | 2.265                     |         | 366       | 379       | 50         |
| 2019 | 610.100     | 2.046.000   | 29,8        | 311        | 222        | 89         | 1.961                     |         | 351       | 424       | 64         |
| 2021 | 638.860     | 2.144.500   | 29,8        | 340        | 256        | 84         | 1.879                     |         | 303       | 386       | 74         |